# Coccoloba munizii
Coccoloba munizii är en slideväxtart som beskrevs av A. Borhidi. Coccoloba munizii ingår i släktet Coccoloba och familjen slideväxter. Inga underarter finns listade i Catalogue of Life.